# عضلة شظوية ثالثة

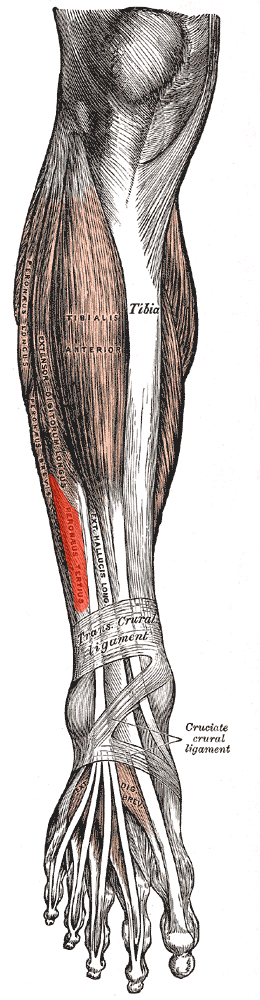
العَضلة الشَظوية الثالِثة.

العَضلة الشَظوية الثالِثة (باللاتينية: Peroneus Tertius Muscle أو Fibularis tertius Muscle)،هي عضلة من عَضلات الطَرف السُفلي لِجسم الإنسان.

## المَنشأ
تَنشأ العَضلة من الرُبع السُفلي من السَطح الأمامي لِعظمة الشظية.

## المَغرس
تَنغرس هذهـ العَضلة في ظَهر قاعدة عظمة المِشط الخامِسة.

## العَصب
يَتصل بِها العَصب الظُنبوبِي الأَمامِي (Anterior Tibial nerve).

## الحَركة
هذه العَضلة مسؤولة بِشكل أساسي عَن الانثناء الظَهرانِي (Dorsiflexion) والانِقلاب الخارِجي (Eversion) للقدم.

## معرض صور

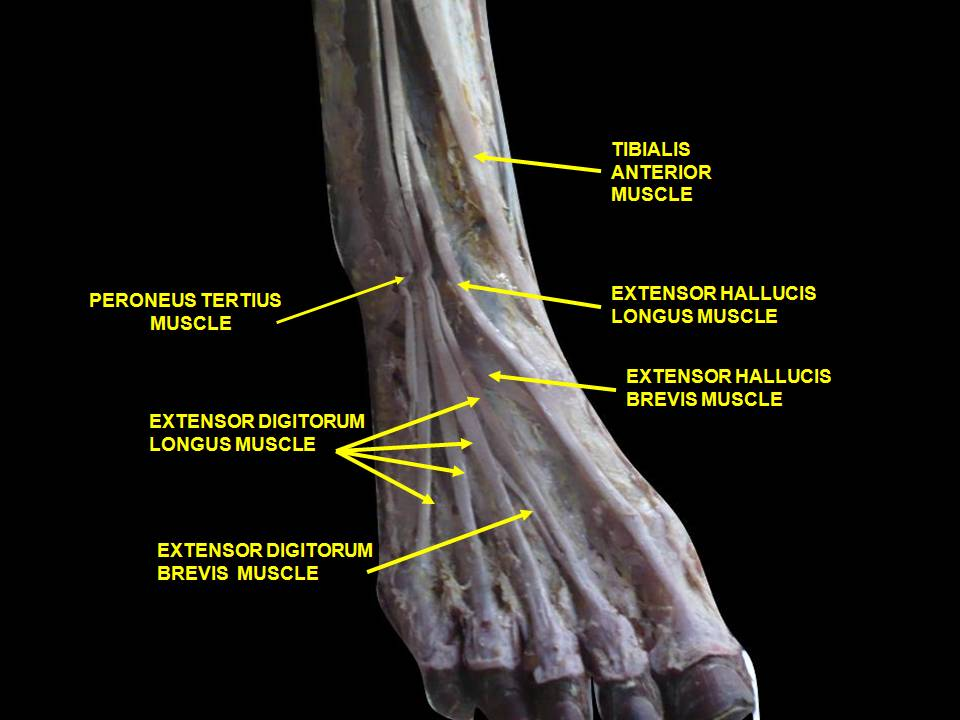
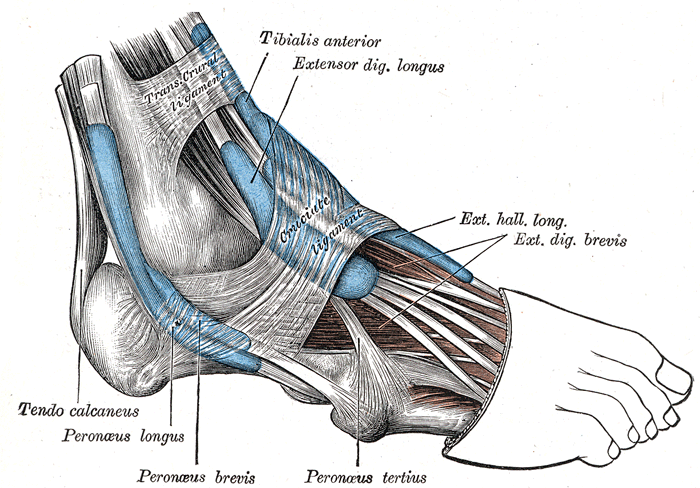
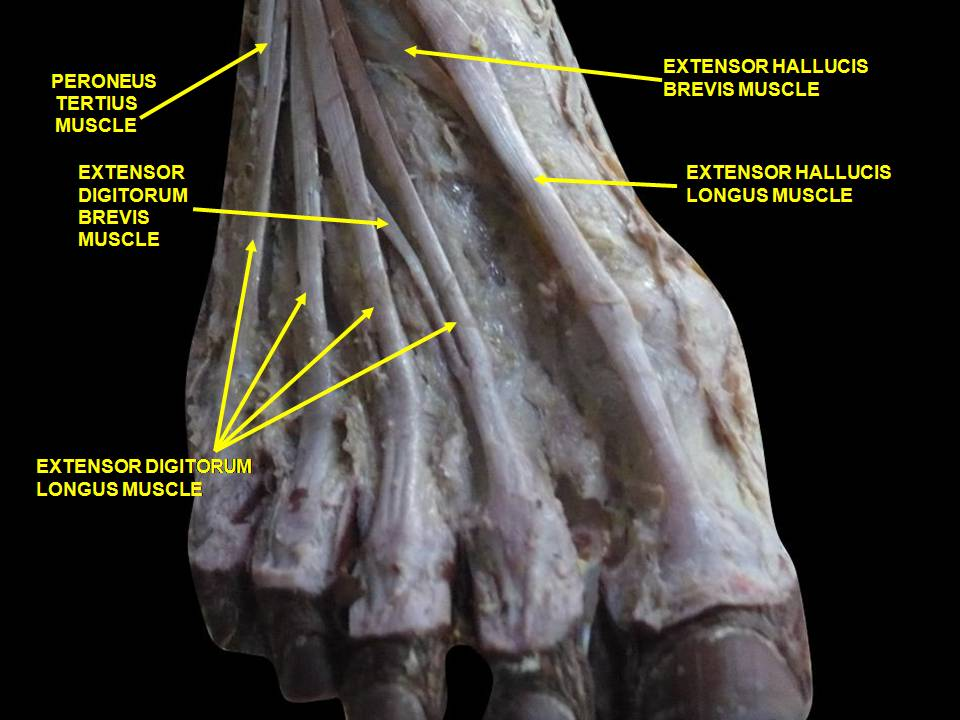
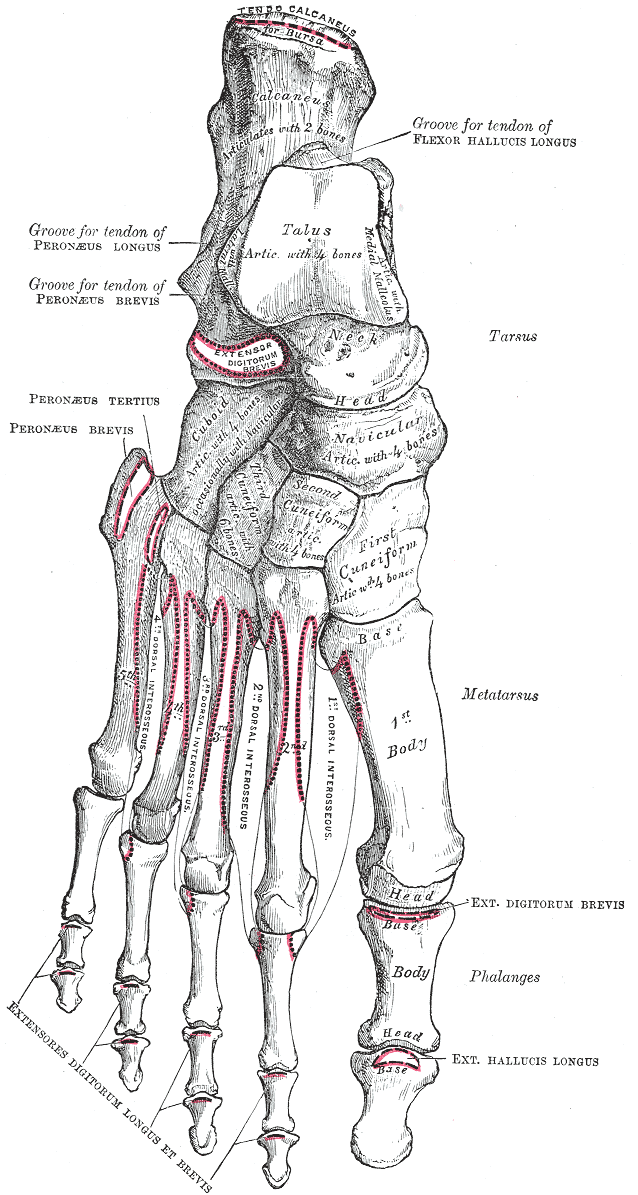